# Schloss Pasing

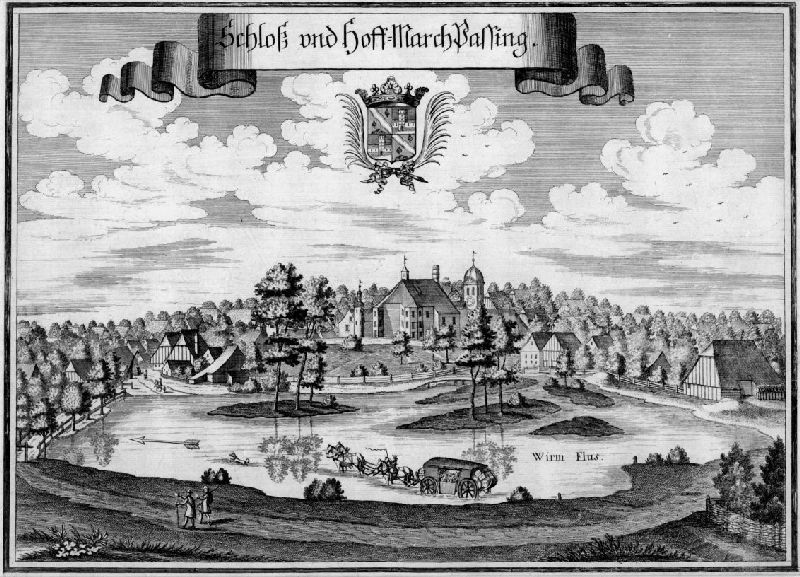
Michael Wening: Schloß und Hoff-March Passing um 1701

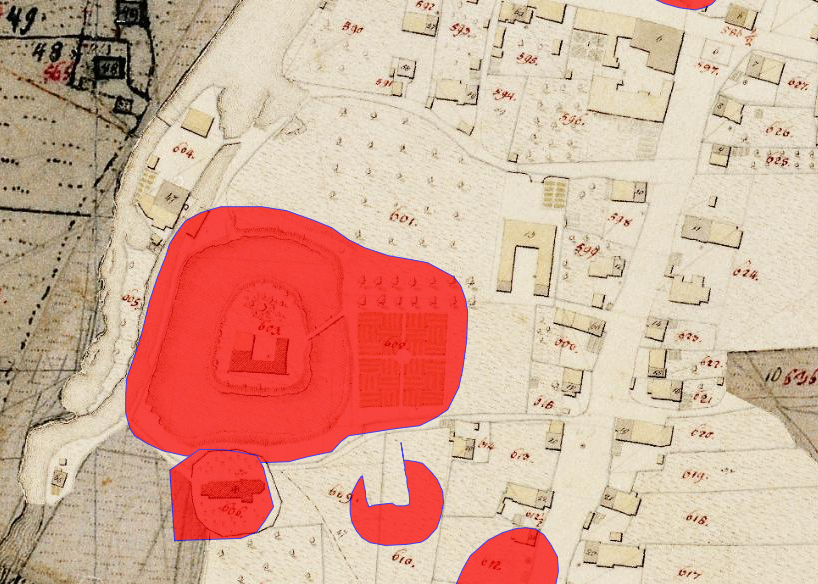
Lageplan von Schloss Pasing auf dem Urkataster von Bayern

Schloss Pasing ist ein abgegangenes Hofmarkschloss in München-Pasing an der Stelle einer früheren Wasserburg. Die Anlage wird als Bodendenkmal unter der Aktennummer D-1-7834-0104 im Bayernatlas als „Burgstall des Mittelalters und der frühen Neuzeit ("Hofmarkschloss Pasing")“ geführt.

## Geschichte
Eine Wasserburg der Bischöfe von Freising auf einem Turmhügel entstand wohl bereits um 1100 und wird 1381 auch als Besitz der Münchner Patrizierfamilie Pütrich als „Vest“ urkundlich erwähnt. Nachfolgebauten entstanden nach Abbruch der alten Veste um 1500. 1596 wird das Hofmarksprivileg der von Reitmor für Pasing erwähnt. Ein Stich von Michael Wening zeigt Schloß und Hoff-March Passing um 1701. Im 18. Jahrhundert kam es zum allmählichen Verfall des Schlosses, es wurde 1787 abgebrochen, 1788 erfolgte der Neubau eines Schlosses südlich der alten Burgstelle. Der bayerische König Maximilian I. Joseph kaufte im Oktober 1814 das Schloss von der Familie Berchem. 1815 erfolgte der endgültige Abriss des Hofmarkschlosses und der Neubau von Schloss Gatterburg.  Die bis 1848 bestehende Patrimonialgerichtsbarkeit samt hofmärkischem Grundbesitz und Schlösschen ging 1834 an den Ritter Felix von Hilz und 1840 an den Freiherrn Karl von Beck.
1850–1862 bestand ein Bierausschank mit Gartenbetrieb auf der Schlossinsel. Ein Wasserring und ein etwa sechs Meter hoher Hügelrest sind noch als Bodendenkmal erhalten.